# Ordningstal
Ordningstal är en underkategori till ordklassen räkneord och avser ord som anger en ordningsbeskrivning av ett naturligt tal, till exempel första, andra och tredje och så vidare.
Orden första och andra saknar samband med grundtalen ett och två, men övriga ordningstal i svenskan bildas med ett suffix efter motsvarande grundtal (till exempel tredje och femte).